# Federico Borromeo (1617-1673)
Federico Borromeo ( Milão , 29 de maio de 1617 - Roma , 18 de fevereiro de 1673 ) foi um cardeal italiano.

## Biografia
Filho do conde de Arona Julio César Borromeo e de Giovanna Cesi, estudou teologia e direito civil e canônico antes de marchar para Roma em 1635.
Ele foi governador de Ascoli , em 1643, de Benevento em 1646, inquisidor em Malta em 1652, Patriarca de Alexandria de 1654, núncio apostólico na Suíça entre 1654 e 1665, o governador de Roma, entre 1666 e 1668 e núncio na Espanha entre 1668 e 1670.
Nesse mesmo ano, foi nomeado secretário de Estado da Santa Sé e criado cardeal no consistório de 22 de Dezembro, recebendo no ano seguinte o cardeal 's chapéu e o título de Santo Agostinho , que em 1672 mudou para Sant'Agnese fuori le mura . Morreu em Roma em 1673, ele foi enterrado na igreja de San Carlo al Corso.

## Link Externo
- Fiche du cardinal Federico Borromeo sur le site fiu.edu